# Charlie Brown (baloncestista)
Charles "Charlie" Brown Jr. (Filadelfia, Pensilvania; 2 de febrero de 1997) es un baloncestista estadounidense que pertenece a la plantilla de los Raptors 905 de la G League. Con 1,98 metros de estatura, juega en la posición de alero. 

## Trayectoria deportiva

### Universidad
Jugó dos temporadas con los Hawks de la Universidad de San José, en las que promedió 16,0 puntos, 5,6 rebotes y 1,3 asistencias por partido. Tras una primera temporada en la que fue incluido en el mejor quinteto de rookies de la Atlantic 10 Conference, una rotura en su muñeca durante la pretemporada de su año sophomore le hizo perderse la temporada entera. Al año siguiente lideró la Atlantic-10 en anotación, con 19,0 puntos por partido, siendo incluido en el mejor quinteto del Philadelphia Big 5 y en el segundo mejor quinteto de la conferencia.
Al término de esa temporada, Brown manifestó su intención de presentarse al Draft de la NBA y de contratar a un agente, renunciando así a los dos años de universidad que le quedaban.

#### Estadísticas
| Año     | Equipo         | PJ                           | PT                           | MPP                          | %TC                          | %3P                          | %TL                          | RPP                          | APP                          | ROB                          | TPP                          | PPP                          |
| ------- | -------------- | ---------------------------- | ---------------------------- | ---------------------------- | ---------------------------- | ---------------------------- | ---------------------------- | ---------------------------- | ---------------------------- | ---------------------------- | ---------------------------- | ---------------------------- |
| 2016–17 | Saint Joseph's | 31                           | 30                           | 34.2                         | .375                         | .384                         | .819                         | 5.0                          | 1.1                          | .8                           | .7                           | 12.8                         |
| 2017–18 | Saint Joseph's | No jugó – Restricción médica | No jugó – Restricción médica | No jugó – Restricción médica | No jugó – Restricción médica | No jugó – Restricción médica | No jugó – Restricción médica | No jugó – Restricción médica | No jugó – Restricción médica | No jugó – Restricción médica | No jugó – Restricción médica | No jugó – Restricción médica |
| 2018–19 | Saint Joseph's | 32                           | 31                           | 35.6                         | .430                         | .356                         | .845                         | 6.2                          | 1.5                          | 1.1                          | .8                           | 19.0                         |
| Total   | Total          | 63                           | 61                           | 34.9                         | .407                         | .370                         | .836                         | 5.6                          | 1.3                          | .9                           | .7                           | 16.0                         |

### Profesional
Tras no ser elegido en el Draft de la NBA de 2019, el 1 de julio firmó un contrato de dos vías con los Atlanta Hawks y su filial en le G League, los College Park Skyhawks.
El 25 de abril de 2021 firmó un contrato de diez días con los Oklahoma City Thunder de la NBA.
El 20 de octubre de 2021, Brown fue traspasado de los Iowa Wolves a Delaware Blue Coats a cambio de Raphiael Putney.
El 23 de diciembre de 2021 firmó un contrato de 10 días con los Dallas Mavericks, con los que disputó tres partidos. El 3 de enero de 2022 firmó un nuevo contrato de diez días, esta vez con Philadelphia 76ers. Y el 11 de enero un contrato dual para poder jugar también con el filial de la G League.
En julio de 2023 disputa la NBA Summer League con New York Knicks, y el 8 de septiembre firma un contrato a prueba con ellos. El 21 de octubre, los Knicks convierten su contrato en uno dual.
El 28 de octubre de 2024 se unió a los Raptors 905 de la G League.

## Estadísticas de su carrera en la NBA

### Temporada regular
| Año     | Equipo        | PJ | PT | MPP  | %TC  | %3P  | %TL   | RPP | APP | ROB | TPP | PPP |
| ------- | ------------- | -- | -- | ---- | ---- | ---- | ----- | --- | --- | --- | --- | --- |
| 2019-20 | Atlanta       | 10 | 0  | 4.0  | .316 | .333 | 1.000 | .4  | .2  | .2  | .2  | 2.0 |
| 2020-21 | Oklahoma City | 9  | 1  | 16.9 | .302 | .238 | .900  | 1.9 | 1.0 | .4  | .2  | 4.4 |
| 2021-22 | Dallas        | 3  | 0  | 5.0  | .200 | .000 | –     | .3  | .3  | .7  | .3  | .7  |
| 2021-22 | Philadelphia  | 19 | 2  | 8.5  | .265 | .111 | .900  | 1.6 | .3  | .4  | .2  | 1.5 |
| 2023-24 | New York      | 8  | 0  | 4.6  | .200 | .286 | –     | .3  | .0  | .0  | .3  | .8  |
| Total   | Total         | 49 | 3  | 8.3  | .279 | .224 | .920  | 1.1 | .3  | .3  | .2  | 2.0 |